# Slobozia Mândra
Slobozia Mândra est une commune du județ de Teleorman en Roumanie.